# Presse in Belarus
Auf dem Zeitungsmarkt der Presse in Belarus spielt neben privaten Zeitungen die staatliche Presse eine wichtige Rolle. Hauptaufgaben der staatlichen Medien in Belarus sind die Verbreitung von Informationen über die Politik der Exekutive, insbesondere des Staatspräsidenten, und die Erzeugung eines positiven Bildes dieser Politik in der Bevölkerung (siehe auch Propaganda in Belarus).
In der Rangliste der Pressefreiheit 2017 von Reporter ohne Grenzen belegt Belarus Platz 153 von 180 Ländern und Territorien.

## Allgemeines
Während die staatliche Presse bedeutende finanzielle Unterstützung aus dem Staatshaushalt bekommt, haben private Printmedien mit verschiedenen möglichen Einschränkungen zu kämpfen. Internationales Aufsehen haben umstrittene Gerichtsverfahren gegen als oppositionell geltende Zeitungen erregt, zum Beispiel 1998 gegen Nascha Niwa, der damals die Verwendung einer nicht offiziell zugelassenen Orthografie des Belarussischen vorgeworfen wurde, s. u. Als Drohmittel gegen politisch unliebsame Printmedien gilt außerdem der Ausschluss des jeweiligen Mediums aus den Vertriebskatalogen der Staatsunternehmen Belsajusdruk und Belpost. Diese haben ein Quasi-Monopol auf den Pressevertrieb in Belarus. Es existieren 2010 knapp 30 staatlich unabhängige Zeitungen in Belarus. Sie haben durch die wirtschaftliche Diskriminierung allerdings meist nur kleine Auflagen von einigen hundert Exemplaren und können wegen der staatlichen Sanktionen nicht abonniert oder an Kiosken verkauft werden. Eine staatliche Verwarnung reicht aus, um die Publikation einer Zeitschrift auszusetzen. Bei zwei Verwarnungen kann sie verboten werden. Viele nichtstaatliche Zeitungen beschränken sich daher auf Anzeigen und unpolitische Unterhaltung. Mit dem Ausbau des Internets gewinnt die Online-Kommunikation für die Belarussen immer mehr Bedeutung. Eine Konzentration privater Presseerzeugnisse auf wenige Oligarchen wurde in Belarus weitgehend verhindert. Informationen über die tatsächlichen Eigentümer privater Zeitungen sowie deren finanzielle Verwicklungen sind jedoch schwer zugänglich.

## Staatliche Zeitungen
Die mit Abstand auflagenstärkste Tageszeitung in Belarus ist Belarus Sewodnja, auch bekannt unter ihrem früheren Namen Sowetskaja Belorussija. Sie erscheint seit 1927. Ihre Auflage beträgt mehr als 300.000 Exemplare (samstags 380.000); Herausgeberin ist die Verwaltung des Präsidenten von Belarus. Die Zeitung erscheint in russischer Sprache. Sie kann aufgrund beachtlicher staatlicher Unterstützung zu einem niedrigen Preis verkauft werden, zahlt ihren Journalisten für belarussische Verhältnisse hohe Gehälter und erscheint in qualitativ relativ hochwertigem Farbdruck. Sie ist das zentrale Printmedium für die staatliche Informationspolitik.
Weitere auflagenstarke staatliche Zeitungen in Belarus sind Respublika und Swjasda mit Auflagen von ca. 53.000 bzw. 42.000 Exemplaren. Herausgeberin der 1991 gegründeten Respublika ist der Ministerrat der Republik Belarus; die Zeitung erscheint zweisprachig russisch-belarussisch. Swjasda wird vom belarussischen Parlament (Nationalversammlung, früher Oberster Sowjet) und dem Ministerrat herausgegeben und ist die einzige staatliche Zeitung, die ausschließlich in belarussischer Sprache erscheint. Als Orthografie des Belarussischen wird dabei die sogenannte Narkamauka verwendet. Diese seit 1933 mit kleinen Änderungen verwendete, offiziell gültige Rechtschreibung wird von ihren Gegnern als russifiziert abgelehnt.

## Private Zeitungen
Im privaten Sektor hat die belarussische Ausgabe der Komsomolskaja Prawda, eine Boulevardzeitung mit Sitz der Chefredaktion in Russland, die höchste Auflage. Ihre tägliche Auflage beträgt 40.000 Exemplare, freitags 318.000; das Blatt erscheint komplett auf Russisch. Viel gelesen wird außerdem die russischsprachige Wochenzeitung Argumenty i Fakty, ebenfalls ein lokaler belarussischer Ableger der gleichnamigen russischen Zeitung; nach einer Erhebung von 2002 lasen 30,8 % der Befragten diese Zeitung. Komsomolskaja Prawda und Argumenty i Fakty halten sich aus den Konflikten zwischen Präsident Aljaksandr Lukaschenka und der nationalen Opposition in Belarus weitgehend heraus; der Schwerpunkt ihrer Berichterstattung liegt auf russischen sowie eher unpolitischen belarussischen Themen.
Als unabhängige russischsprachige Zeitungen mit Sitz der Chefredaktionen in Belarus sind die Wochenzeitungen BelGaseta (bis 2005 Belorusskaja Gazeta) und Belorusy i Rynok (bis 2005 Belorusskij Rynok) zu nennen. Ihre Auflagen betragen ca. 18.000 (BelGazeta) bzw. ca. 13.000 (Belorusy i Rynok). Beide Zeitungen analysieren ausführlich das politische und wirtschaftliche Geschehen in Belarus. Sie nehmen sowohl gegenüber der Politik Lukaschenkas als auch gegenüber der national gesinnten Opposition eine kritisch-distanzierte, mitunter ironische Haltung ein.
Als die wichtigsten Zeitungen der Opposition gegen den belarussischen Präsidenten gelten Narodnaja Wolja und Nascha Niwa. Beide wurden aus dem staatlichen Vertriebssystem in Belarus ausgeschlossen und werden seitdem von privaten Freiwilligen verbreitet.
Narodnaja Wolja ist zweisprachig russisch-belarussisch und erscheint zweimal in der Woche, 2005 mit einer Auflage von 30.000 Exemplaren. Ihr Chefredakteur, Iosif Sereditsch, war vor der Gründung von Narodnaja Wolja Chefredakteur der staatlichen Zeitung Narodnaja Gazeta gewesen, aus der er aus politischen Gründen ausscheiden musste. Im Präsidentschaftswahlkampf 2006 berichtete Narodnaja Wolja wohlwollend über die Kandidatur von Aljaksandr Kasulin, dem ehemaligen Rektor der Belarussischen Staatsuniversität.
Nascha Niwa ist die älteste belarussischsprachige Zeitung. Sie erschien erstmals 1906–1915 und wurde 1991 von national gesinnten Intellektuellen wiedergegründet. Nascha Niwa wird in der sogenannten Taraschkewiza herausgegeben, einer Rechtschreibung der belarussischen Sprache, die an die bis 1933 gültige Orthografie anknüpft. Sie gilt unter ihren Befürwortern als die authentischere belarussische Orthografie. Die Zeitung sympathisiert mit der nationalen Opposition in Belarus und unterstützte im Präsidentschaftswahlkampf 2006 den Kandidaten Aljaksandr Milinkewitsch.

## Zitierte Quellen
1. 1 2 3  Средства массовой информации (Memento des Originals vom 27. September 2007 im Internet Archive)  Info: Der Archivlink wurde automatisch eingesetzt und noch nicht geprüft. Bitte prüfe Original- und Archivlink gemäß Anleitung und entferne dann diesen Hinweis. (russischsprachig)
2. 1 2 3  W. Dorochow: Massenmedien in Belarus. Belarus-Studien Nr. 2, Deutsch-Belarussische Gesellschaft e.V., 2005; Seite 22. ISSN 1860-9562